# La partita (programma televisivo)
La Partita è stato un programma televisivo italiano di genere game show, condotto da Luciano Rispoli, a cura di Paolini e Silvestri e dello stesso Rispoli, trasmesso dallo studio 5 di via Teulada la domenica dalle 19:10 alle 19:55 sul Programma Nazionale, dal 25 giugno al 24 settembre 1972, al posto del tradizionale tempo registrato di una partita di calcio.

## Il programma
Il programma si articola in forma di conversazione e intende catturare l’interesse dello spettatore servendosi del meccanismo del gioco, unendo l’informazione allo svago.
Gli argomenti sono trattati in forma monografica: uno per ogni trasmissione. Il primo è il telefono. Ogni volta vengono invitati in studio due concorrenti. Attorno al tavolo da gioco oltre a loro siedono gli esperti della materia in discussione, che, oltre a decretare l'esattezza delle risposte ai quiz proposti, allargano l’orizzonte arricchendole con argomenti, grafici filmati, schizzi e così via, dando vita a una conversazione-giuoco curata dai Servizi culturali.
Gli ospiti vengono avvertiti con una settimana d’anticipo in modo da prepararsi. Oltre al telefono, nelle puntate successive si parla di strada, treno, nave, macchina fotografica, ecc. Ogni argomento viene spiegato, in forma semplice, comprensibile ed esauriente. 
Esaurito l’aspetto contenutistico della trasmissione, gli ultimi cinque minuti sono dedicati al gioco, in una sorta di partita a poker con il conduttore. Rispoli distribuisce a ciascuno dei due concorrenti cinque carte contrassegnate sul dorso da un numero (da 1 a 5): più alto è il numero, maggiore è la difficoltà della domanda. Le stesse carte hanno sulla faccia i valori del gioco del poker: fante, regina, re, asso e così via. A ogni risposta esatta, il concorrente guadagna 50 mila lire, e ha il diritto di trattenere le carte. Alla fine può vincere 250 mila lire avendo in mano cinque carte. Non ne avrà nessuna se avrà sbagliato tutte le risposte (nel qual caso riceve un premio di consolazione di 100 mila lire). Cinque carte, o quattro, o tre (a seconda delle risposte fomite) messe insieme, potrebbero combinare un punto al poker. Se il concorrente ritiene il suo punto abbastanza forte ha il diritto di giocarsi l’intera vincita tentando il raddoppio con Luciano Rispoli, il quale da un altro mazzo di carte sceglierà, al coperto, lo stesso numero di carte del concorrente sfidante. Se Rispoli realizzerà un punteggio maggiore, il concorrente perderà e dovrà accontentarsi del premio di consolazione; se il punteggio di Rispoli sarà invece inferiore, le 250 mila lire diventeranno 500 mila.
In ogni caso il concorrente rimane campione con diritto a ripresentarsi la settimana successiva per misurarsi con altri, prima su un determinato argomento e poi, facoltativamente, con Rispoli per la partita di raddoppio a poker. Ai telespettatori il piacere di conoscere in anticipo le carte in mano ai giocatori.